# 264 Libussa
264 Libussa је астероид главног астероидног појаса са пречником од приближно 50,48 km.
Афел астероида је на удаљености од 3,175 астрономских јединица (АЈ) од Сунца, а перихел на 2,423 АЈ.
Ексцентрицитет орбите износи 0,134, инклинација (нагиб) орбите у односу на раван еклиптике 10,428 степени, а орбитални период износи 1710,917 дана (4,684 године).
Апсолутна магнитуда астероида је 8,42 а геометријски албедо 0,297.
Астероид је откривен 22. децембра 1886. године.